# Голяма винка
Голямата винка (Vinca major) или голям зимзелен е вечнозелено, многогодишно почвопокривно тревисто растение от семейство Тойнови.

## Разпространение
Разпространен е в Централна и Южна Европа, Турция. В България расте из храсталаци, сухи тревисти места върху варовикова почва на надморска височина до 800 m.

## Описание
Стъблата са пълзящи, вкореняващи се, стерилни и прави. Дълги са до 20 cm и са цветоносни. Листата са срещуположни, елипсовидни, кожести, блестящи, целокрайни, дълги 3 – 5 cm и широки 1 – 2 cm, презимуващи. Цветовете са сини, петделни, единични и са разположени на дълга дръжка в пазвите на листата. Чашката е петлистна, дребна, със сраснали в основата чашелистчета. Венчелистчетата са също сраснали и горната част образува петделен диск. Тичинките са 5. Плодът е продълговато вретеновиден, съставен от 2 удължени самостоятелни части, с по 6 – 8 кафяви семена. Цъфти от април до юни.
Расте като декоративно растение, отглеждано често в градините. Понякога се среща и подивяло. Обича сенчести места.

## Употреба
Винката се използва като лечебно средство в медицината. Използват се листата (отвара).

## Свойства
- Очистително, потогонно, противовъзпалително, антисептично.
- Понижава артериалното налягане.
- Успокоява нервната система.
- Кръвоспиращо, затягащо и противовъзпалително.
- Отвара от винка се използва при сърбеж и кожни обриви, както и за гаргара при възпаление на гърлото и устната лигавица.

## Изготвяни препарати
Винкапан и винкадрекс, притежаващи хипотензивно действие при леки форми на хипертония.